# Néons-sur-Creuse
Néons-sur-Creuse é uma comuna francesa na região administrativa do Centro, no departamento Indre. Estende-se por uma área de 19,58 km². Em 2010 a comuna tinha 383 habitantes (densidade: 19,6 hab./km²).